# 三宅やす子

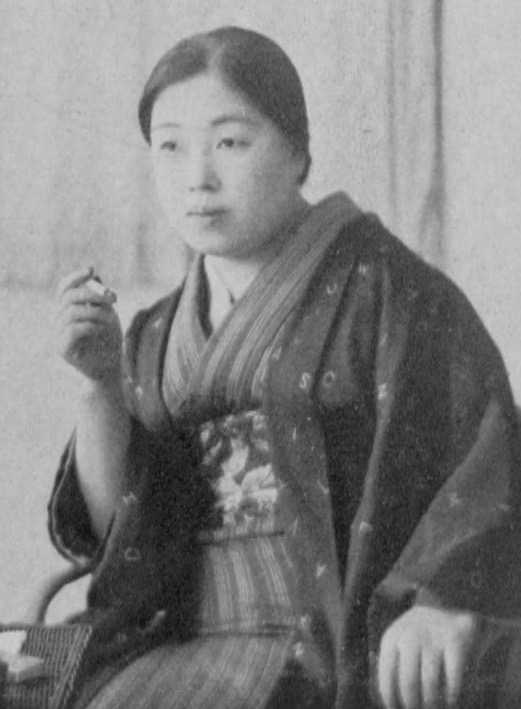
三宅やす子（1929年）

三宅 やす子（みやけ やすこ、1890年3月15日 - 1932年1月18日）は、日本の作家、評論家。

## 来歴
京都市生まれ。京都師範学校校長・加藤正矩の娘で、加藤弘之の姪に当たる。本名・安子、旧姓・加藤。 やす子は長女であるが父正矩の正妻の子ではない。正妻には子がなく、やす子と妹は正妻を「おかあさま」実母を「ばあや」とよんで、妻妾同居の家で育った。9歳で一家は東京へ移り、やす子は府立第二高女に進んだが、病気のため退学。ついでお茶の水高等女学校に入学し、19歳で卒業。夫の薦めで1916年より夏目漱石の木曜会に参加するようになり、漱石没後は小宮豊隆に師事し、昆虫学者三宅恒方と結婚。1921年夫が死去すると文筆活動に入り、23年雑誌『ウーマン・カレント』を創刊した。娘の三宅艶子も作家・評論家。宇野千代と親しかった。
1929年1月11日、当時東京で強盗を繰り返した説教強盗に自宅へと侵入され、金銭を奪われている。
養姉に河本重次郎の妻でキリスト教伝道師の河本香芽子。父・正矩は一時フランス人鉱山技師と日本人女性との男児を引き取って養子にしていたがのちに離縁した。1932年に43歳で他界。墓所は多磨霊園。

代表作である『未亡人論』では、夫の死後、「未だ亡くならない人」という意味をもつ〈未亡人〉という呼称にこだわった。
また、『奔流』は、1926年1月2日から4月29日までの計118回、『東京朝日新聞』に連載された。三宅やす子初の長編で同1926年6月には改造社から単行本が刊行されている。

## 著書
- 心のあと 実業之日本社 1921
- 家事覚書主婦より 実業之日本社 1922
- 露草 金星堂 1922
- 未亡人論 文化生活研究会 1923
- 母子童話集 三宅安子、三宅艶子共著 実業之日本社 1923
- 生活革新の機来る 新作社 1923
- 我子の性教育 文化生活研究会 1924
- 八つの泉（編）災害救済婦人団 1924
- 婦人の立場から アルス 1924
- 私達の問題 アルス 1924
- 或る夫人の手紙 短篇集 アルス 1926
- 奔流 長篇小説 改造社 1926
- 愛し得ぬ悲しみ 感想小品集 アルス 1926.7
- 愛の讃美 教文社 1928
- 午前九時 実業之日本社 1928
- 沖の太陽 宝文館 1928
- 金 先進社 1930
- 真実に歩む 教文社 1930
- 新選三宅やす子集 改造社 1930
- 燃ゆる花びら 新潮社 1930 (新潮社長篇文庫)
- 令嬢学 宝文館 1931 (新女性叢書)
- 朗らかな人生 教文社 1932
- 三宅やす子全集 全5巻 中央公論社 1932 のち本の友社から復刊
- 偽れる未亡人 新潮社 1933　(新潮文庫)

復刊
- 未亡人論 不二出版 1986 (叢書『青鞜』の女たち)
- 我子の性教育 性教育研究基本文献集第6巻 大空社 1990.12
- 婦人の立場から 大空社 1996 (叢書女性論)
- 生活革新の機来る 大空社 1997 (近代女性文献資料叢書)
- 母の教育 クレス出版 1997 (「子どもと家庭」文献叢書)